# Piers Paul Read
Piers Paul Read (ur. 7 marca 1941 w Beaconsfield, Buckinghamshire) – brytyjski pisarz katolicki, członek Royal Society of Literature, syn poety Sir Herberta Reada.

## Życiorys
Ukończył St John’s College na Uniwersytecie Cambridge. Jego utwory łączą często studium psychiki i analizę moralności postaci z elementami thrillera politycznego i powieści historycznej.

## Wybrane powieści
- Game in Heaven with Tussy Marx (1966)
- The Junkers (1968)
- Monk Dawson (1969)
- The Professor's Daughter (1971)
- The Upstart (1973)
- Polonaise (1976)
- A Married Man (1979)
- The Villa Golitsyn (1981)
- The Free Frenchman (1986)
- A Season in the West (1988)
- On the Third Day (1990)
- A Patriot in Berlin (1995)
- Knights of the Cross (1997)
- Alice in Exile (2001)
- The Death of a Pope (2009)